# Jan Carmiggelt (1943)
Johannes Simon (Jan) Carmiggelt (Den Haag, 19 november 1943 – Amsterdam, 23 februari 2012) was een Nederlandse journalist en schrijver.
Carmiggelt werd geboren als zoon van de econoom en journalist Jan Carmiggelt en Loes Hesselius. De schrijver en journalist Simon Carmiggelt was zijn oom. Carmiggelt heeft zijn vader nooit gekend; deze kwam twee maanden voor zijn geboorte om in Kamp Vught. Zijn moeder hertrouwde met de journalist Wim Jungmann.
Carmiggelt was vanaf de oprichting in 1974 werkzaam bij STAD Radio Amsterdam. Nadat Radio STAD opging in RTV Noord-Holland was hij eindredacteur bij Radio Noord-Holland. Eerder werkte hij het dagblad Het Vrije Volk. Als groot liefhebber van Theo Thijssen was hij directeur van de stichting Theo Thijssen en het Theo Thijssen Museum. Carmiggelt hield van voetbal en was elftalleider van de senioren zaterdag 3 van SC Buitenveldert.
Hij overleed op 68-jarige leeftijd na een kort ziekbed.
- Nederlandse Thesaurus van Auteursnamen: 068497407
- Virtual International Authority File: 284672295
- WorldCat: E39PBJhxhfyRvh6FDhvTX9jHmd